# Peršman
Peršman je nekdanja kmečka domačija in sedaj osrednji muzej narodnoosvobodilnega odpora Koroških Slovencev v Železni Kapli na avstrijskem Koroškem. Bila je tudi partizanska postojanka med drugo svetovno vojno, kjer so nacisti storili zločin nad civilisti in pobili domala celo družino.

## Zgodovina
Peršmanova domačija je postala leta 1941 važna postojanka partizanov. Slovenska družina Sadovnik je obdelovala domačijo. Konec aprila 1945 je pričakalo 150 partizanov bližajoči se konec vojne prav na Peršmanu. Deli posebne enote 4. kompanije I. bataljona nacistične SS in policijskega regimenta 13, ki so posebej zasledovali OF, so 25. aprila 1945 napadli Peršmanovo domačijo. Partizani so se umaknili, toda civilne žrtve so postali člani družine Sadovnik in Kogoj: štirje odrasli in sedem otrok je bilo umorjenih. Štirje otroci so težko ranjeni preživeli, ko so nacisti domačijo požgali.
Leta 1946 je avstrijsko sodstvo raziskovalo dejanja zaradi storitve vojnega zločina. Leta 1949 pa so raziskovanja ustavili. Razlogi za to do danes niso znani. Proti SS-ovski kompaniji in policijskemu regimentu 13 oz. do njujinih članov nikdar ni prišlo do rednega procesa.

## Spominski muzej Peršman
25. aprila 1965 je bila prva komemoracija na Peršmanu in takrat je bila postavljena slovenska spominska plošča na kraj nacističnega zločina. Od začetka 1980-ih let pa so na Peršmanu redne spominske proslave v opomin.
Leta 1982 je Zveza koroških partizanov v eni sobi stanovanjskega poslopja uredila spominski muzej, ki predstavlja zgodovino partizanskega odpora koroških Slovencev za časa nacistične strahovlade. Leto kasneje je bil postavljen osrednji spomenik protifašističnega odpora. Le-ta je bil postavljen leta 1947 na pokopališču v Velikovcu, spomenik mednarodnim žrtvam nacizma, in borcem, ki so se borili na Svinjski planini proti okupatorju. Neznani storilci so ta spomenik leta 1953 razstrelili in za to niso bili nikdar kaznovani. Zaradi političnih razmer ni bilo možno postaviti spomenika na svojo prvotno mesto.